# Ню-Гелвут
Ню-Гелвут (нід. Nieuw-Helvoet) — село в нідерландській провінції Південна Голландія. Входить до муніципалітету Ворне-ан-Зе.
До 1960 року мало статус окремого муніципалітету.